# Concordia (Pakistan)
Pour les articles homonymes, voir Concordia.

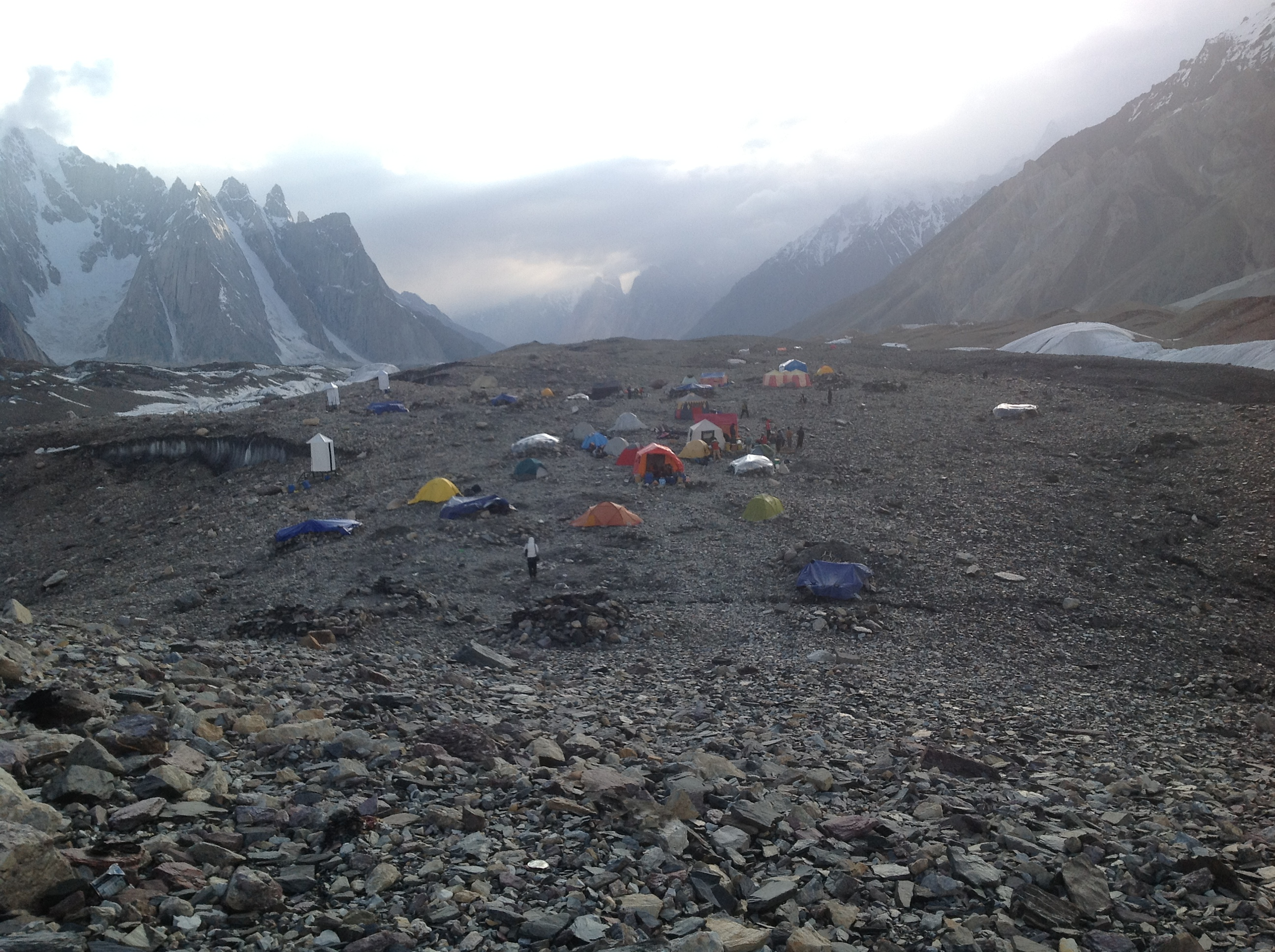
Vue de Concordia, en direction de l'ouest.

Concordia est le site de la confluence des glaciers du Baltoro et Godwin-Austen, au centre de la chaîne Karakoram, dans la région du Baltistan (Pakistan). Son nom est donné par des alpinistes européens en raison de la ressemblance de l'endroit avec une confluence glaciaire, également nommée Concordia, dans l'Oberland bernois (Alpes centrales).
Autour de Concordia sont regroupés quelques-uns des sommets les plus élevés au monde. Quatre des quatorze sommets de plus de 8 000 mètres d'altitude de la planète sont situés dans la région, ainsi qu'un grand nombre d'importants sommets moins élevés.
Concordia est un lieu prisé par les alpinistes amateurs ne pratiquant pas l'escalade. Offrant une vue panoramique, Concordia est également le point de départ vers plusieurs camps de base importants : celui du K2 (5–6 heures de marche), celui de Broad Peak (2–3 heures) et des Gasherbrum I et II (7–8 heures). Pour la descente, un itinéraire alternatif au glacier du Baltoro passe par le col Gondogoro (5 940 mètres).

## Caractéristiques remarquables
Sommets notables dans la région :

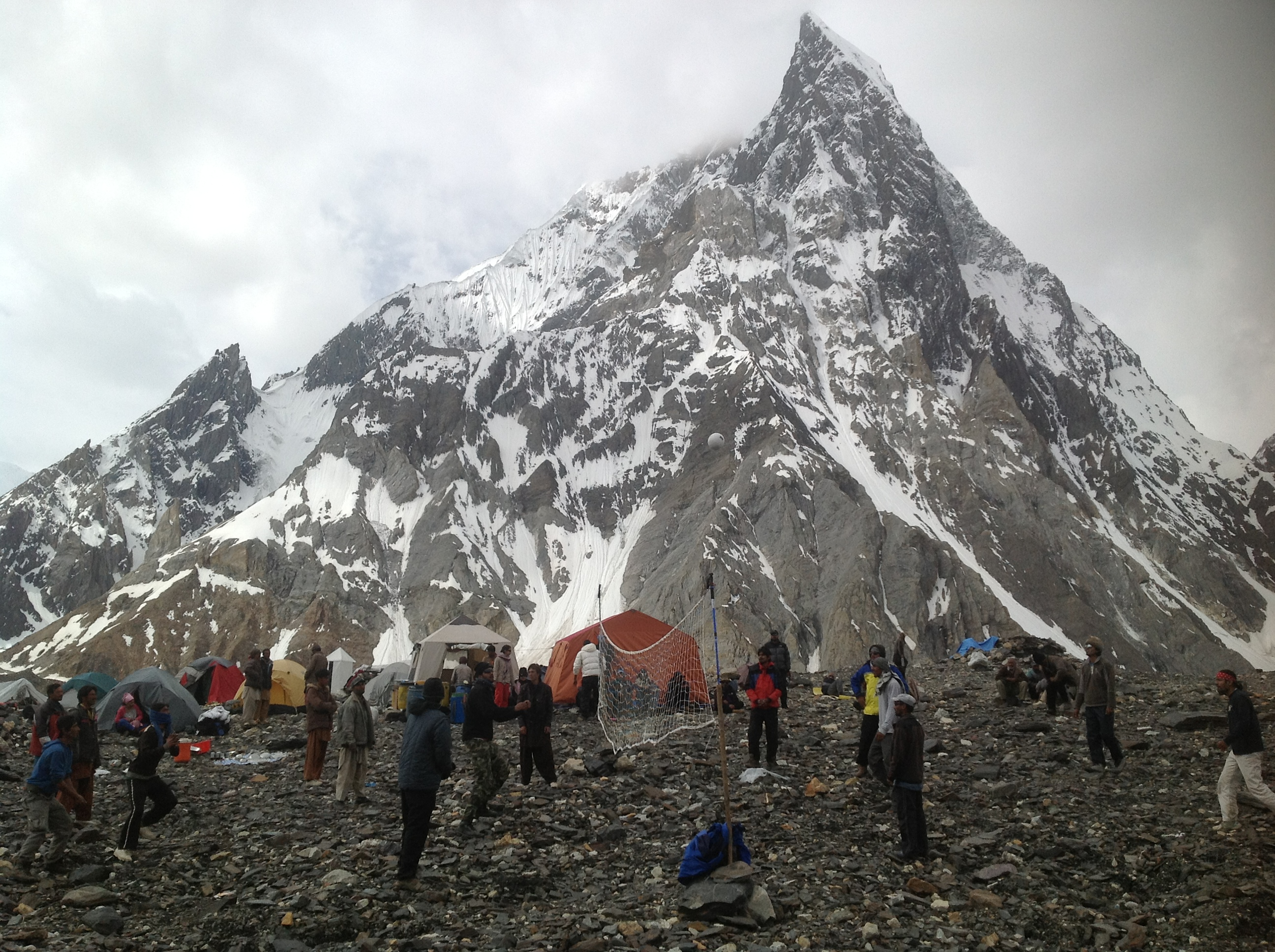
Camp à Concordia avec le pic Mitre à l'arrière-plan.

- K2, 2e sommet le plus élevé au monde (8 611 m) ;

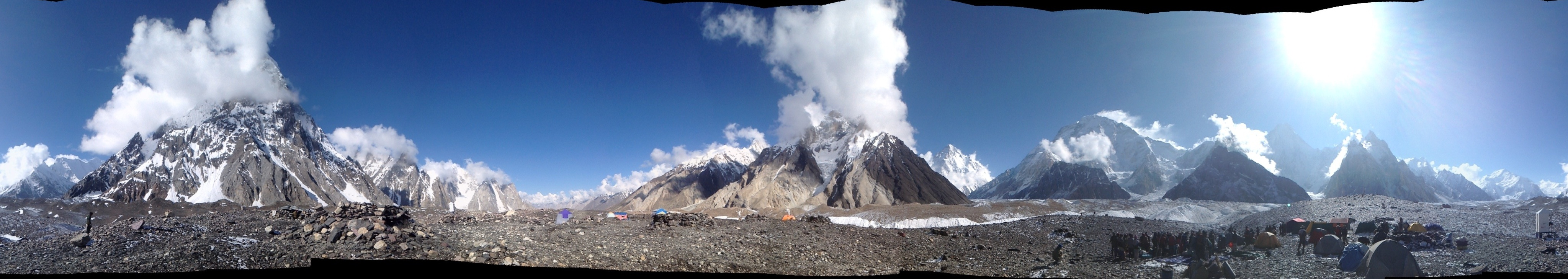
Vue panoramique depuis Concordia.

- Gasherbrum I (K5), 11e sommet le plus élevé au monde (8 080 m) ;
- Broad Peak (K3), 12e sommet le plus élevé au monde (8 047 m) ;
- Gasherbrum II (K4), 13e sommet le plus élevé au monde (8 035 m) ;
- Gasherbrum III (7 952 m) ;
- Gasherbrum IV, 17e sommet le plus élevé au monde (7 925 m) ;
- Masherbrum (K1), 22e sommet le plus élevé au monde (7 821 m) ;
- Chogolisa, 36e sommet le plus élevé au monde (7 665 m) ;
- Tour de Mustagh (7 273 m) ;
- Snow Dome (7 160 m) ;
- Biarchedi (6 781 m) ;
- Pic Mitre (6 010 m).

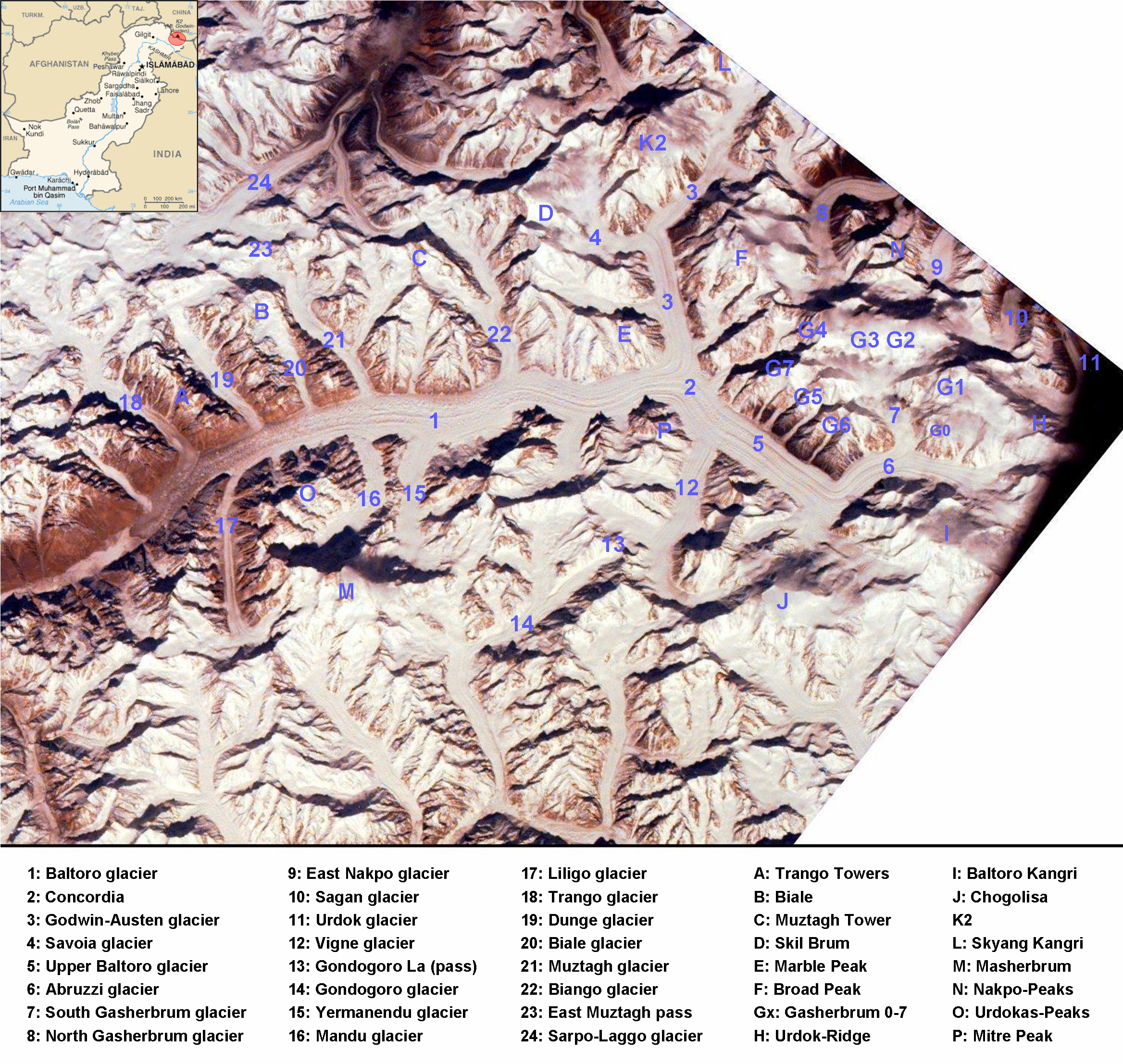
Vue satellite de la région du Baltoro (Concordia est marquée 2).
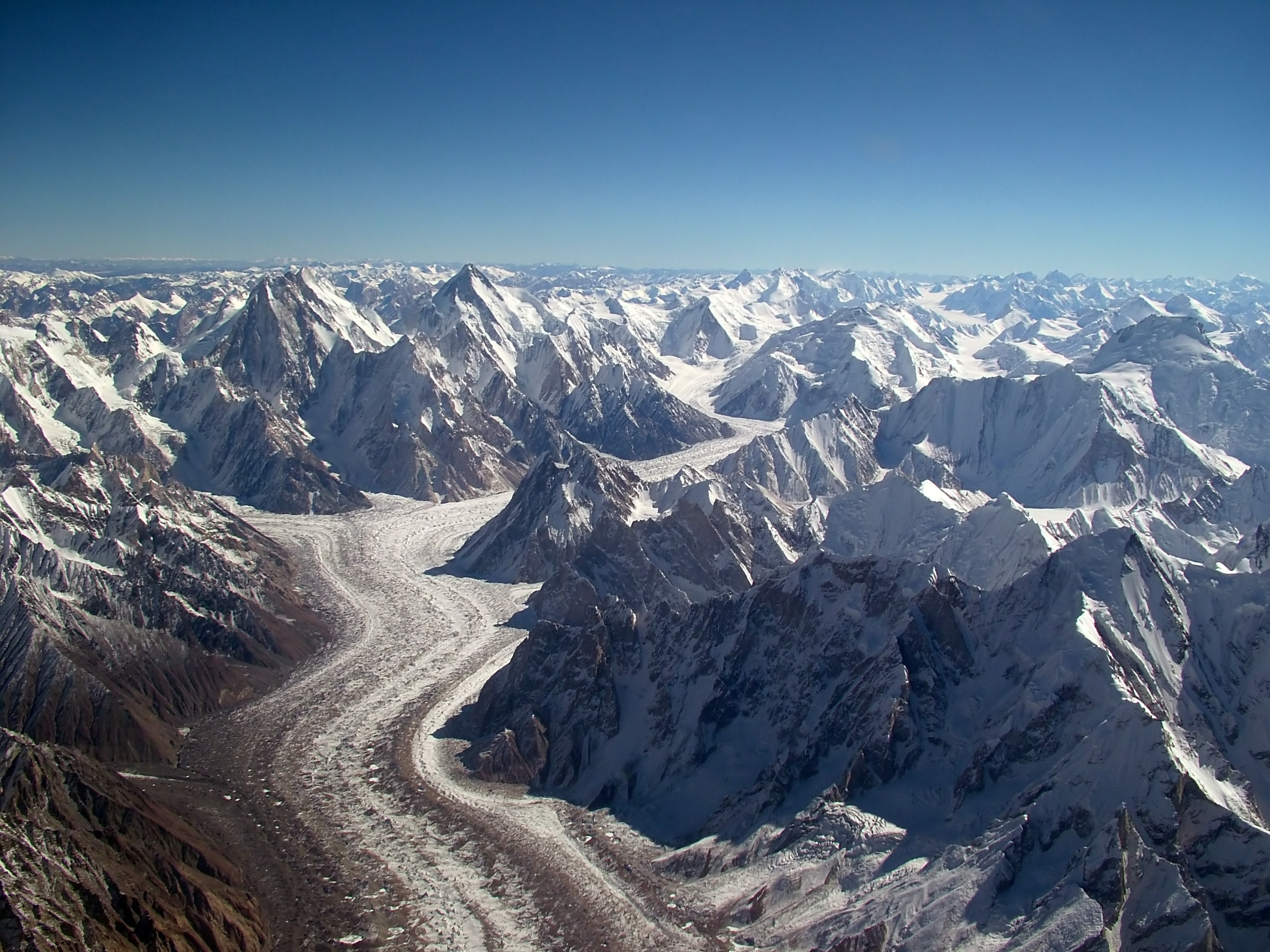
On accède généralement à Concordia en traversant le glacier du Baltoro.
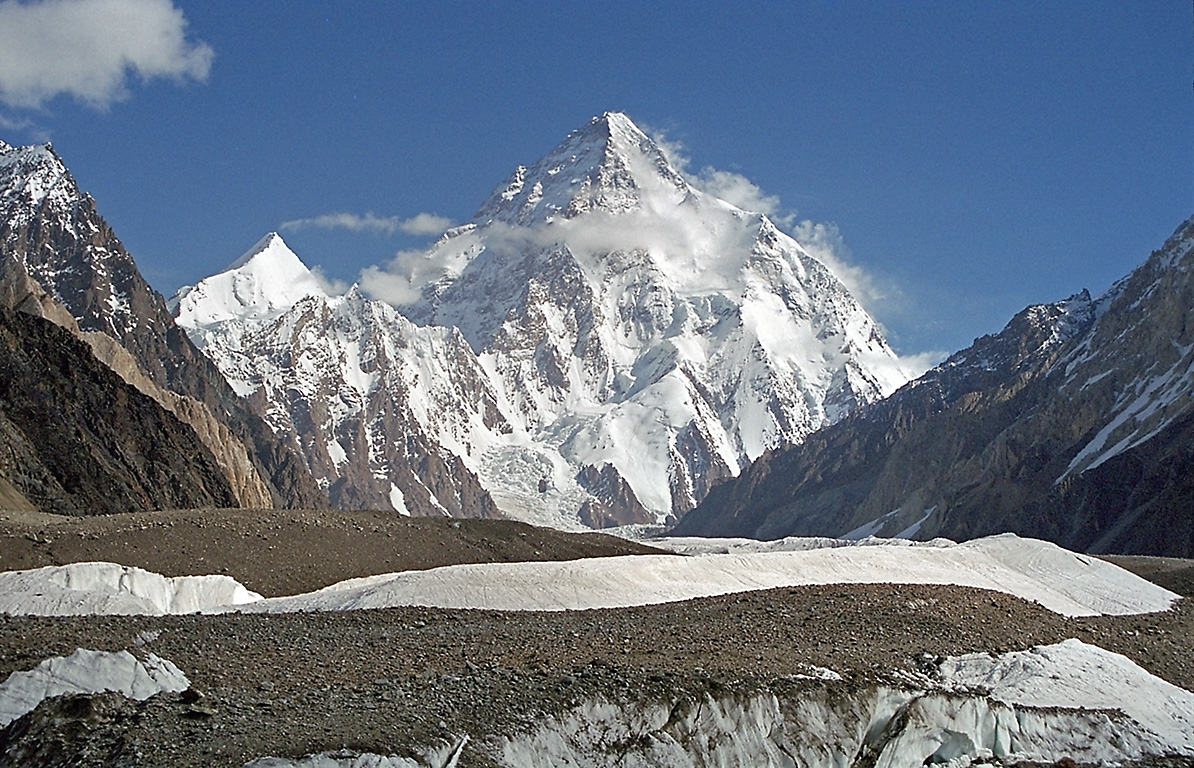
K2 (Baltoro Muztagh, Karakoram central, Pakistan-Chine).
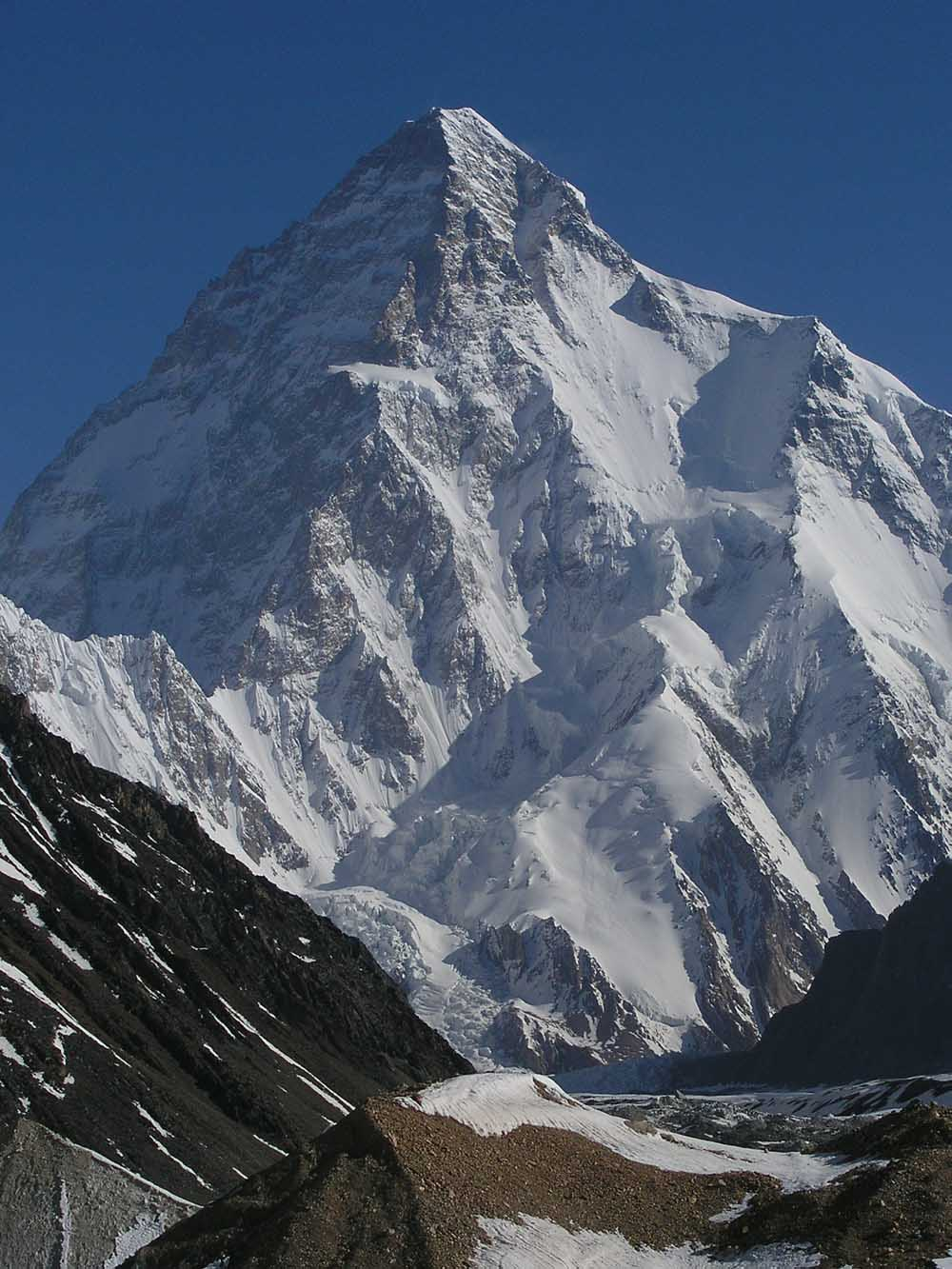
K2 (8 611 m), Pakistan-Chine.
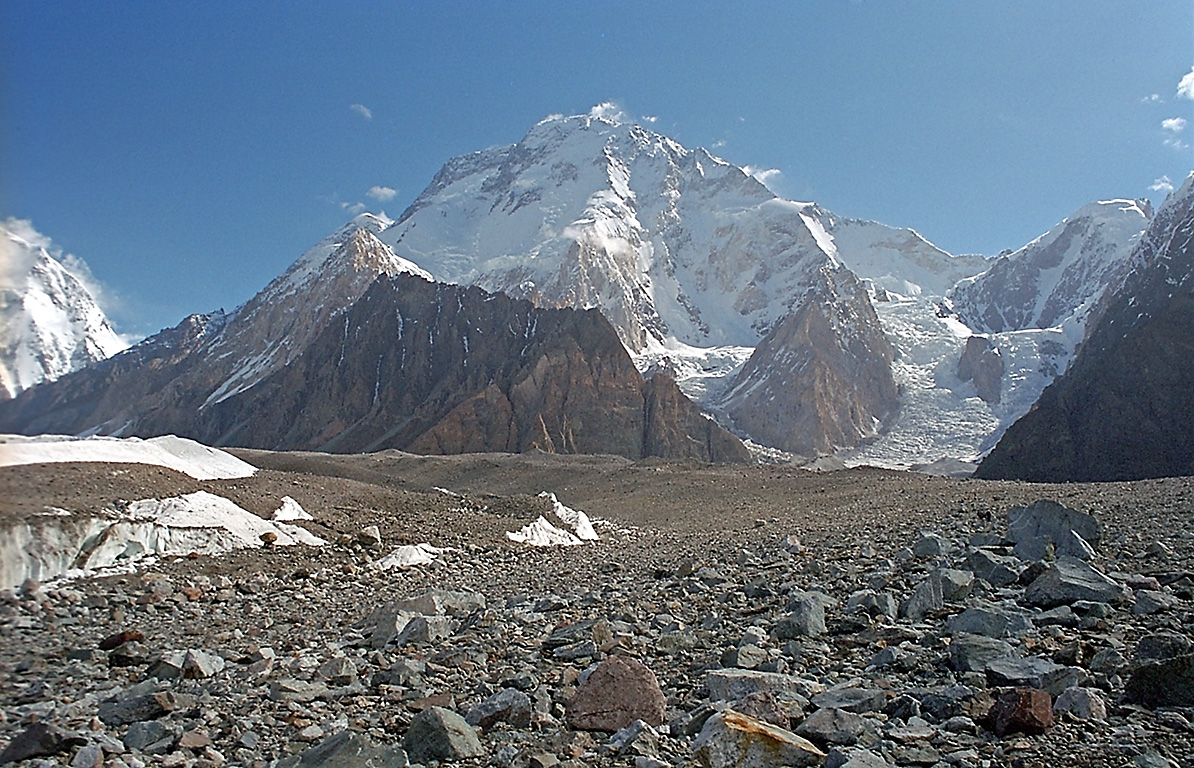
Broad Peak (8 047 m) depuis Concordia.
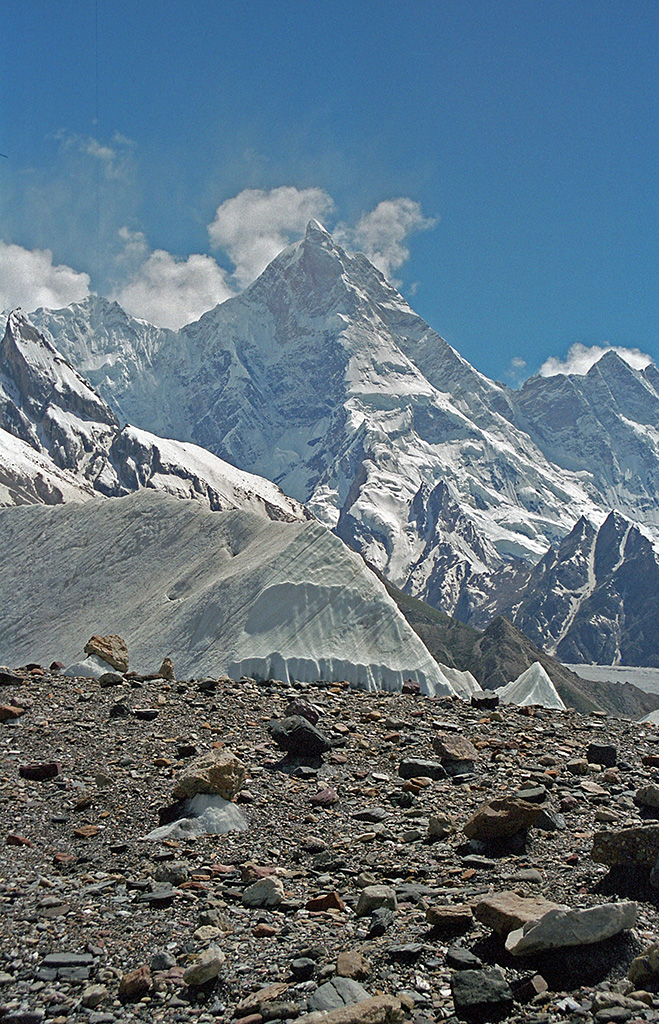
Masherbrum (7 821 m), Pakistan.
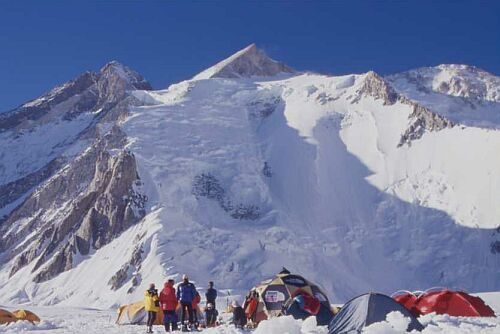
Gasherbrum II (8 035 m), Pakistan.
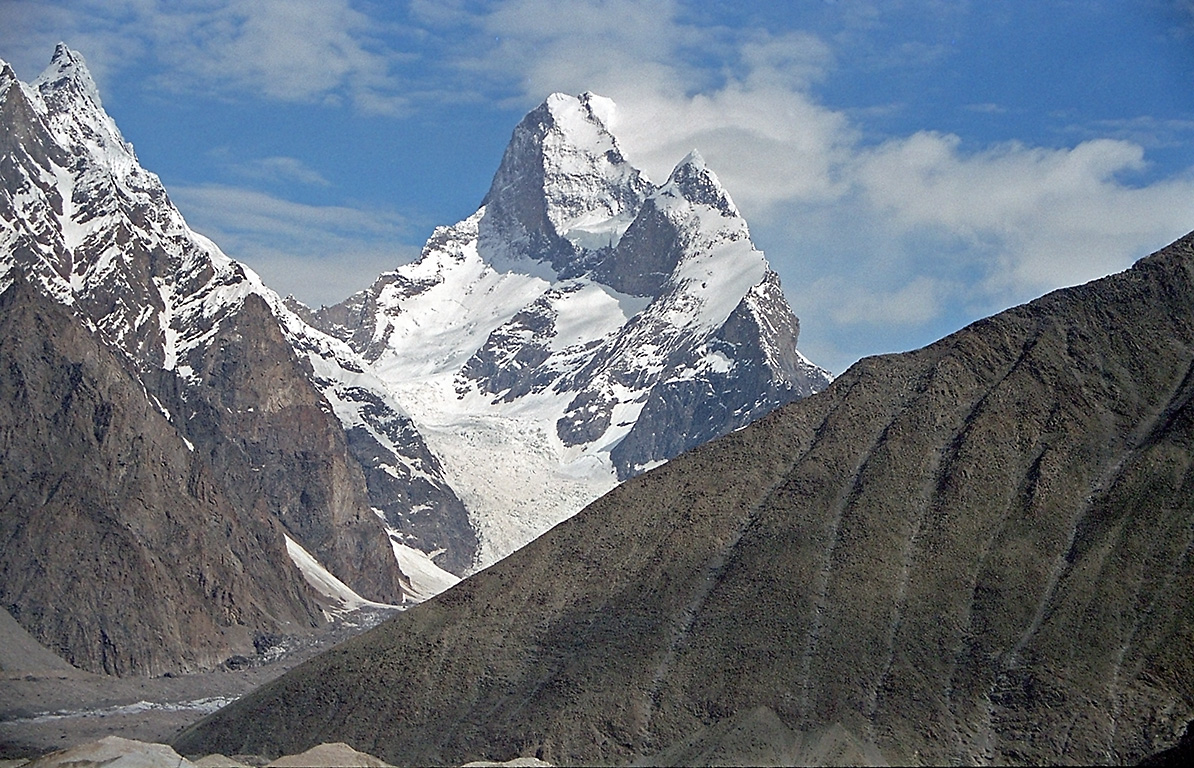
Tour de Mustagh (7 273 m), Pakistan.